# Agave albopilosa
Agave albopilosa là một loài thực vật có hoa trong họ Măng tây. Loài này được I.Cabral, Villarreal & A.E.Estrada mô tả khoa học đầu tiên năm 2007.